# Józef Krasiński (duchowny)
Józef Krasiński (ur. 21 lutego 1930 w Kazimierówce, zm. 30 sierpnia 2022) – polski duchowny rzymskokatolicki, prof. dr hab. nauk teologicznych.

## Życiorys
W 1958 otrzymał doktorat za pracę dotyczącą nauk teologicznych Piotra z Goniądza, w 1987 habilitował się na podstawie pracy zatytułowanej Przez teologiczne cnoty wiary, nadziei i miłości ku cywilizacji miłości. 26 listopada 1998 uzyskał tytuł profesora nauk teologicznych. Został zatrudniony na stanowisku kierownika w Katedrze Apologetyki Porównawczej na Wydziale Teologicznym Uniwersytetu Kardynała Stefana Wyszyńskiego w Warszawie.
Pracował w Instytucie Teologicznym im. bł. Wincentego Kadłubka w Sandomierzu.

## Odznaczenia
- Krzyż Kawalerski Orderu Odrodzenia Polski[1]
- Medal Komisji Edukacji Narodowej[1]